# Человек боится
«Человек боится» (англ. Man Afraid) — фильм нуар режиссёра Гарри Келлера, который вышел на экраны в 1957 году.
Фильм рассказывает о священнике Дэвиде Коннорсе (Джордж Нейдер), который в своём доме случайно убивает юного грабителя. Отец грабителя (Эдуард Франц) из мести начинает преследовать священника и членов его семьи. Дэвид, который является противником насилия и испытывает вину за своё невольное преступление, вынужден искать способы защиты своей семьи от неожиданной угрозы.
Фильм получил умеренно-положительную оценку критики благодаря скромной, но плотной постановке и хорошей актёрской игре.

## Сюжет
В небольшом прибрежном городе поздно вечером в дом священника Дэвида Коннорса (Джордж Нейдер) проникает молодой грабитель Фрэнки Симмонс (Боб Херрон). Открыв окно на первом этаже, Фрэнки оказывается в комнате Майкла (Тим Хоуви), маленького сына Коннорса. Услышав шум внизу, Дэвид вместе с женой Лизой (Филлис Такстер) направляются к сыну. Когда Лиза заходит в комнату Майкла, Фрэнки набрасывается на неё со спины, толстым канатом раздирая ей глаза. В момент борьбы Фрэнки с Лизой появляется Дэвид, который бросает подвернувшийся под руку стеклянный шар, попадая им в голову Фрэнки. Тот падает и от удара умирает на месте.
На следующий день Дэвида приглашают в полицейский участок, где его допрашивает детектив, лейтенант Марлин (Харольд Джей Стоун). В коридоре участка Марлин указывает Дэвиду на отца Фрэнки, портного Карла Симмонс (Эдуард Франц), который убирает свой окурок в небольшую металлическую коробочку. Дэвид просит у него прощения, но Карл отворачивается от священника. Перед выходом из участка Дэвида, которого хорошо знают в городке как ведущего популярного религиозного шоу, горячо приветствуют как героя, а журналисты фотографируют его и пытаются взять у него интервью. Однако Дэвид отказывается говорить, так как не считает себя героем и мучается от того, что стал непреднамеренным убийцей. На улице Дэвид снова замечает Карла и пытается с ним поговорить, но тот молча уходит. Дома Майкл встречает отца как героя, затем Дэвид ухаживает за женой, которая лежит в постели с тёмной повязкой на глазах. Телеведущий Уилбур Флетчер (Джадсон Пратт) пытается взять интервью у Дэвида и его семьи, однако Дэвид категорически отказывается. Тем не менее в тот же день Уилбур выпускает в эфир программу в которой сравнивает двух сыновей — Майкла из «хорошей семьи» и Фрэнки — из «плохой». Программа вызывает недовольство Дэвида и негодование у Карла. Дэвид говорит Лизе, что чувство вины в смерти Фрэнки мешает ему молиться. Тем же вечером дома Майкл восторгается отцом и рассказывает ему о своём друге, сыне телеведущего Сканки Флетчере (Бутч Бернард). В этот момент Карл подходит к дому Коннорсов и молча наблюдает за их окнами, ломая подвернувшийся под руку детский самолётик.
Мучаясь от вины, Дэвид на следующий день находит портновскую мастерскую Карла в старом запущенном доме, где пьяная и озлобленная управляющая домом (Мэйбл Альбертсон) грубо говорит священнику, что Карла нет дома. Далее она сообщает, что Карл не платит ей за аренду уже 3 месяца, а Фрэнки был «прирождённым убийцей», который многократно её обкрадывал. В тот же день Майкл с другими парнями играет в доках, хвастаясь своим отцом-героем. Когда ребята убегают, Майкл остаётся один поиграть в пирата на старом, заброшенном корабле. В этот момент на корабле появляется Карл, который молча преследует мальчика, загоняя его в угол. В этот момент проплывающий мимо моряк кричит мальчику, чтобы тот спустился на берег. Это пугает Карла, и он тут же исчезает. За ужином Майкл рассказывает родителям и медсестре Уиллис (Рита Шоу), ухаживающей за матерью, что произошло в доках, заметно преувеличивая угрожающий внешний вид преступника. Лизу пугает рассказ сына, однако Дэвид заключает, что он всё это придумал. Отправляясь не вечерние занятия по Священному писанию, Дэвид просит сына не выдумывать страшные истории и не пугать мать, которая и так травмирована. После этого Майкл отправляет Майкла поиграть к Сканки, а сам начинает занятие. Вскоре в церкви появляется Майкл, заявляя, что увидел страшную тень за деревом и побоялся идти дальше. Отец решает проводить сына, объясняя ему, что его страх вызван просто темнотой и неизвестностью. Около дерева никого нет, однако Дэвид находит на земле окурки и металлическую коробочку, которую видел у Карла. Дэвид снова направляется к Карлу, чтобы объясниться с ним, однако домоправительница грубо выгоняет его, обзывая убийцей. Вернувшись домой, Дэвид встречает у дверей Майкла и Сканки, который собрал рюкзак, решив сбежать в Южную Америку, так как считает, что родители его не любят. Дэвид серьёзно и доверительно беседует со Сканки, после чего тот просит разрешения жить с ним, однако священник убеждает мальчика вернуться домой и отводит его к родителям. Вернувшись домой, Дэвид звонит Марлину, рассказывая о случившемся и договариваясь о встрече, что ещё более пугает Лизу. На следующее утро Дэвид приходит в участок, рассказывая Марлину о преследованиях со стороны Карла, однако никаких реальных улик или свидетелей, подкрепляющих его подозрения, предоставить не может. Когда же они подъезжают к церкви, чтобы зафиксировать на земле окурки и коробочку, там ничего нет.
В воскресенье в церкви Карл ведёт праздничную службу, где в хоре мальчиков поёт и Майкл. Когда мероприятие заканчивается, Дэвид замечает в дверях Карла, а затем видит, что Майкл пропал. В панике Дэвид выбегает во двор, однако вскоре находит Майкла, который играет с пони. Дэвид отправляет Майкла с миссис Уиллис домой. Тем временем Лиза лежит в доме одна с повязкой на глазах. В этот момент в доме появляется Карл, который молча проходится по комнатам, а затем поднимается в спальню и приближается к Лизе. Чувствуя чьё-то присутствие, испуганная Лиза срывает повязку и смутно видит перед собой лицо Карла. Она в ужасе срывается с места и, рыдая, запирается в гардеробной комнате. Вскоре дверь открывается, однако, к счастью, это вернувшийся Майкл, которого Лиза эмоционально обнимает. Дэвид и сестра Уиллис ухаживают за Лизой, затем появляется детектив Марлин, которому она рассказывает о произошедшем. Однако Марлин скептически выслушивает её историю, так как, по его сведениям, Карл уехал из города. Дэвид просит полицейского что-то сделать, так как жена запугана, однако тот только успокаивает его и уходит. Дэвид решает отправить Лизу и Майкла за пределы города, но Лиза отказывается уезжать без мужа.
Позднее на религиозной ярмарке Дэвид проводит благотворительные боксёрские бои между мальчиками, в которых участвует и Майкл. В этот момент Карл проникает в зал, забирается под трибуну, где поджигает ведро с мусором и ветошью. Зал быстро наполняется густым дымом, в результате чего зрители и публика в панике разбегаются, и в толчее Дэвид теряет из вида Майкла. Когда Карл преследует Майкла под трибунами, Дэвид слышит крики сына и замечает их. Он догоняет Карла, прижимает его к полу и начинает душить. Карл произносит: «Убийца!» после чего Дэвид отпускает его, и тот убегает. Вскоре появляется Марлин, которому Дэвид заявляет, что Карл готов убить всех, лишь бы добраться до Майкла. Марлин разбирает ведро с мусором, находя там кусок ткани с инициалами Дэвида, однако священник объясняет детективу, что Карл мог выкрасть какую-либо вещь во время проникновения в его дом.
Вернувшись домой, Дэвид решает отправить Лизу и Майкла в летний лагерь, чтобы они были в не досягаемости Карла. Пока Лиза собирает вещи, звонит миссис Флетчер (Эллин Таун), которая сообщает, что Сканки, который пострадал в огне, просит Дэвида навестить его. Дэвид уезжает в больницу, говоря, что по возвращении они поедут в лагерь. Когда Дэвид проходит по коридору больницы в палату к Сканки, его видит Карл. Несколько мгновений спустя Карл звонит Лизе, и, выдавая себя за врача, говорит, что Сканки просит приехать и Майкла. Тем временем Дэвид объясняет Уилбуру, что Сканки на самом деле лишь хочет, чтобы у него был свой отец, который бы его любил. Лиза подвозит Майкла к больнице, где тот выскакивает из машины и бежит коротким путём через переулок. Там его хватает Карл, затаскивая в маленькую комнатушку. Ничего не подозревающая Лиза, запарковав машину, поднимается в палату, после чего родители понимают, что Майкл пропал. Между тем Майкл вырывается из рук Карла и убегает на пляж, однако тот упорно преследует его. Дэвид выбегает на улицу на поиски сына. Между тем Майкл забирается по деревянным балкам под пирс, откуда зовёт на помощь отца. Карл продолжает преследование, с трудом удерживая равновесие на шатких балках. Когда Дэвид забирается под пирс, Карл замечает его, теряет равновесие и падает вниз в бурную воду, где едва не тонет. Дэвид прыгает вслед за ним и вытаскивает Карла на берег, где их встречают Лиза и Майкл. На берегу Карл начинает рыдать, а Дэвид объясняет ему, что не испытывал ненависти к Фрэнки и не хотел того, что произошло. Наконец, Карл с трудом поднимается на ноги и молча уходит, а Дэвид обнимает жену и сына.

## В ролях
- Джордж Нейдер — священник Дэвид Коллинз
- Филлис Такстер — Лиза Коллинз
- Тим Хоуви — Майкл Коллинз
- Эдуард Франц — Карл Симмонс
- Харольд Джей Стоун — лейтенент Марлин
- Джадсон Прэтт — Уилбур Флетчер
- Рита Шоу — медсестра Уиллис
- Том Нолан — Ронни «Сканки» Флетчер
- Мэйбл Альбертсон — Мэгги
- Мартин Милнер — Шеп Хэмилтон

## Создатели фильма и исполнители главных ролей
Гарри Келлер начинал карьеру в кино как киномонтажёр, а с 1950 года стал работать как режиссёр, поставив вплоть до 1968 года 28 фильмов, большинство из которыми были вестернами категории В. Наряду с этим он поставил несколько фильмов нуар, среди них «Опороченный» (1950), «Улучив момент» (1956), «Самка» (1958) и «Остановить террор» (1958).
Среди более чем 160 фильмов оператора Расселла Метти такие признанные картины, как «Воспитание крошки» (1938), «Чужестранец» (1946), «Всё, что дозволено небесами» (1955), «Печать зла» (1958), «Имитация жизни» (1959) и «Спартак» (1960), который принёс ему «Оскар». Композитор Генри Манчини, начиная с 1952 года, написал музыку более чем к 200 фильмам, завоевав «Оскары» за фильмы «Завтрак у Тиффани» (1961), «Дни вина и роз» (1962), «Виктор/Виктория» (1982) и ещё 10 номинаций на «Оскар», в том числе за фильмы «История Гленна Миллера» (1954), «Шарада» (1963), «Розовая пантера» (1963) и «Большие гонки» (1965).
В 1950-е годы Джордж Нейдер сыграл главные роли в таких фильмах нуар, как «Пересечь шесть мостов» (1955), «Улучив момент» (1956), «Свидание с тенью» (1957), «Самка» (1958) и «Некуда идти» (1958). Эдуард Франц сыграл роли второго плана в таких значимых фильмах, как «Мадам Бовари» (1949), «Нечто из иного мира» (1951), «Сломанное копьё» (1954), «Десять заповедей» (1956) и «Джонни взял ружьё» (1971). Это был первый фильм в карьере будущего секс-символа Троя Донахью, который сыграл небольшую роль репортёра.

## Оценка фильма критикой
Современный историк кино Молтин оценил картину как «хорошо сыгранную актёрами историю о священнике, который защищает свою семью от отца мальчика, которого убил в порядке самообороны».
Другой современный критик Хэл Эриксон назвал картину «плотной, клаустрофобной мелодрамой, которая по непонятной причине снята в формате CinemaScope, хотя она лучше подходит для просмотра на телевидении, чем в кинотеатрах».